# Habenaria secundiflora
Habenaria secundiflora är en orkidéart som beskrevs av João Barbosa Rodrigues. Habenaria secundiflora ingår i släktet Habenaria och familjen orkidéer. Inga underarter finns listade i Catalogue of Life.